# Charkowchtchyna
Šarkoŭščyna or Charkowchtchyna (en biélorusse : Шаркаўшчына, en alphabet lacinka : Šarkoŭščyna ; en russe : Шарковщина ; en polonais : Szarkowszczyna) est une commune urbaine de la voblast de Vitebsk, en Biélorussie, et le centre administratif du raïon de Charkowchtchyna. Sa population s'élevait à 6 330 habitants en 2017.

## Géographie
Charkowchtchyna se trouve à 85 km à l'ouest-sud-ouest de Polatsk, à 164 km au nord de Minsk et à 175 km à l'ouest de Vitebsk.

## Histoire
La première mention écrite de la localité date de 1503. Elle reçut l'autonomie urbaine en 1767.
Après l'invasion de la Pologne orientale par l'Union soviétique, en septembre 1939,  la localité fut intégrée à la république socialiste soviétique de Biélorussie et élevée au statut de commune urbaine et centre administratif de raïon.
Pendant la Seconde Guerre mondiale, Charkowchtchyna est occupée par l'Allemagne nazie du 30 juin 1941 au 1er juillet 1944. En octobre 1941, quelque 1 900 Juifs de la ville et des villages voisins sont enfermés dans deux ghettos clôturés. De nombreux habitants de ces ghettos meurent de faim et de maladie. Le 17 juillet 1942, 1 200 Juifs sont assassinés par un einsatzgruppen lors d'une exécution de masse, certains réussissent à s'enfuir.